# 最終教師
『最終教師』（さいしゅうきょうし）は、山本貴嗣の漫画作品シリーズ。1980年12月に平凡パンチ臨時増刊『THAT'Sコミック』に掲載された読み切り『最終教師』を基に、1981年12月から1983年3月にかけて『月刊ジャストコミック』で連載された。全15話で学園編（第1話 - 第9話）とバイク編（第10話 - 第15話）の2部構成に分かれる。単行本は徳間書店のアニメージュ・コミックスから全2巻。
1988年に学園編が『恐怖のバイオ人間 最終教師』のタイトルでOVA化され、劇場公開（『銀河英雄伝説』との同時上映）に合わせ、『月刊少年キャプテン』で続編『最終教師2』が連載された。『2』の単行本は徳間書店のアニメージュ・コミックスから全1巻。

## 概要
読切版の『最終教師』は、1980年秋に作者の山本貴嗣が大学4年の時に描いた作品で、スタッフに大坂尚子、山田貴敏など。西暦2080年のTOKIOの某私立進学高等学校（制服が水着）を舞台に、文部省から派遣されたサイボーグ教師（正式名称：八式改良型自動教師、愛称：改八先生）が、不良（一人だけセーラー服）を更生、要は脱がせようと頑張るものの、性的暴走のあげく当局に不良品として回収されるという話。読み切り発表から本連載が決まるまでの間に、他誌で似た設定の学園漫画が始まったために、連載に当たって大幅に設定を変えざるを得なくなった。
連載版の『最終教師』は、山本が大学を卒業した後初めての連載作品で、1982年1月号に載るはずだった第2話が掲載誌の編集部のミスで「載せるスペースが無くなった」ため、1か月掲載をずらされるという憂き目に遭っている。また、1985年夏には、山本と決して知らぬ仲ではない漫画家に、読切版と連載版の設定をミックスして2で割ったような内容の同名作品を発表されるという憂き目にも遭っている。
その後、「第2の最終教師」問題を受けて、山本は『月刊コミコミ』に連載していた漫画『エルフ・17』に最終教師・茶羽十三郎を登場させ、同誌1986年7月 - 11月号で『最終教師』学園編のセルフパロディを行っている。
本作のヒロイン白鳥雛子はのちの山本貴嗣作品にもしばしばゲスト出演したのち、1992年8月から1995年5月にかけて『月刊アスキーコミック』で看板漫画『HINAKO!!!』を得ている。

## あらすじ
学園編
関東一悪名高い学校、私立帝王学園高校に赴任した最終教師茶羽顔八。彼は人間ばなれした生命力とパワーでもって数々の学校の非行生徒のプライドを傷付け屈服させてきた。彼はまず帝王学園の団結を崩すため、総番長白鳥雛子を倒すことをもくろむ。茶羽顔八と白鳥雛子の壮絶ながらもバカバカしい戦いの最中、茶羽顔八を追い続けていた男狩魔無礼が戦いに加わる。
バイク編
私立帝王学園高校内の暴走族「パープルピーチズ」が戦闘用バイクに乗った何者かの手により壊滅。白鳥雛子は犯人探しに乗り出すが、全ては茶羽顔八の罠だった。白鳥雛子は茶羽顔八の活動拠点で囚われの身になり、狩魔無礼と帝王学園の面々により必死の救出活動が行われる。

## 主な登場人物
声はOVAのもの。
茶羽顔八（ちゃばね がんぱち）
声：竹中直人
最終教師。「おしおき」のための秘技を多数持つ。真の姿は人間とゴキブリの遺伝子をミックスして生まれたゴキブリ人間X-8号。6年前、嵐に紛れて遺伝子工学研究所を脱走した。名前の元ネタは坂本金八。
白鳥雛子（しらとり ひなこ）
声：笠原弘子
帝王学園高校総番長。2年梅組。男勝りの怪力と運動能力を誇るが、幼い頃からブルマを愛用していたため極度の冷え性で、ブルマを履いていないと熱を出して倒れるという弱点を持つ。スリーサイズは90・61・92。
狩魔無礼（かりま ぶれい）
声：屋良有作
元T大学医学部助教授にして遺伝子工学研究所所員。科学者として落とし前を付けるため、自らを蜘蛛人間に改造し、地位も名誉も捨てて6年間ひたすらX-8号（茶羽顔八）を倒すために追い続ける。元ネタは狩撫麻礼。
渡辺隆一（わたなべ りゅういち）
声：大滝進矢
2年梅組番長。学内一のインテリ。モデルは江口寿史の元担当編集者N。
御祭寛介
声：難波圭一
2年梅組副番長。
梅吉
声：龍田直樹
白鳥雛子の子分。
大森ゆかり、女子レスラー
声：伊藤美紀
鈴木校長
声：永井一郎
帝王学園高校の校長。
松組番長
声：飯塚昭三
研究所長
声：若本規夫
X-8号製作の発案者。X-8号が脱走した直後に服毒自殺。
研究所員
声：飛田展男
コンビニエンス店員
声：山寺宏一
帝王学園殺人部OB連。
轟天輪衛門

## OVA
スタッフ
- 原作 - 山本貴嗣
- 監督・作画監督 - 芦田豊雄
- 脚本 - 伊武紋人
- キャラクターデザイン - 山本貴嗣&まんどりるくらぶ
- 美術監督 - 石津節子
- 撮影監督 - 宇津畑隆
- 音響監督 - 松浦典良

- 音楽 - 大谷幸
- 音楽プロデューサー - 長崎行男、深田悦之
- プロデューサー - 風間康久、沢登昌樹、加藤長輝
- 制作 - アニメイトフィルム、J.C.STAFF
- 制作協力 - スタジオ・ライブ
- 製作・著作 - ムービック、ソニービデオソフトウェアインターナショナル

主題歌
- 「加油 (GAYU)」
  - 作詞・作曲・歌 - 米米CLUB / 編曲 - Flash金子

## 単行本同時収録作品
- 元祖最終教師（平凡パンチ臨時増刊THAT'Sコミック、1980年12月）

前述の読切作品。15ページ。
- 御祭コンバット（別冊BIG GORO、1979年5月）

第三次世界大戦終結後の女の奪い合いをコミカルに書いた作品。読切18ページ。
- 情報部員・戦う（小池一夫劇画村塾・創刊2号、1978年12月）

情報部員と殺し屋のやりとりを書いたスラップスティック作品。筒井康隆風。読切24ページ。
- HIBERNATER（BORO FINAL、1981年11月）

中央大学漫画研究会の機関紙で発表したハードSF。14ページ。